# Pentatlón moderno en los Juegos Olímpicos de París 2024
El pentatlón moderno en los Juegos Olímpicos de París 2024 se realizó en la Arena Paris Nord (preliminares de esgrima) y en el Palacio de Versalles del 8 al 11 de agosto de 2024.
En total fueron disputadas en este deporte dos pruebas diferentes, una masculina y  una femenina. El programa de competiciones se mantuvo como en la edición anterior.

## Clasificación
Participaron en total 72 pentatletas (36 hombres y 36 mujeres) de diferentes comités olímpicos nacionales pertenecientes a la Unión Internacional de Pentatlón Moderno.

## Calendario
| C | Clasificación | F | Finales |

| Fecha→ Prueba ↓ | 08 Jue | 09 Vie | 10 Sáb | 11 Dom |
| --------------- | ------ | ------ | ------ | ------ |
| Masculino       | C      | C      | F      |        |
| Femenino        | C      |        | C      | F      |

## Medallistas
| Evento                   | Oro                                   | Plata                           | Bronce                                 |
| ------------------------ | ------------------------------------- | ------------------------------- | -------------------------------------- |
| Masculino (10 de agosto) | Ahmed Elgendy · Egipto · 1555 pts. RM | Taishu Sato · Japón · 1542 pts. | Giorgio Malan · Italia · 1536 pts.     |
| Femenino (11 de agosto)  | Michelle Gulyás · Hungría · 1461 RM   | Élodie Clouvel · Francia · 1452 | Seong Seung-Min · Corea del Sur · 1441 |

## Medallero
| Núm. | País          | Oro | Plata | Bronce | Total |
| ---- | ------------- | --- | ----- | ------ | ----- |
| 1    | Egipto        | 1   | 0     | 0      | 1     |
| 1    | Hungría       | 1   | 0     | 0      | 1     |
| 3    | Francia       | 0   | 1     | 0      | 1     |
| 3    | Japón         | 0   | 1     | 0      | 1     |
| 5    | Corea del Sur | 0   | 0     | 1      | 1     |
| 5    | Italia        | 0   | 0     | 1      | 1     |
|      | TOTAL         | 2   | 2     | 2      | 6     |